# ماكس روبين
ماكس روبين (بالإنجليزية: Max Rubin)‏ هو مؤلف أمريكي، ولد في القرن العشرين.